# Ħal Farruġ
Ħal Farruġ egy máltai község a nagy sziget központi részén, a repülőtér szomszédságában, Ħal-Luqa helyi tanácsának területén. Nevének jelentése nem biztos, a ħal (község) nevét valószínűleg egy Farruġia nevű földművesről kaphatta. G. Wettinger professzor szerint a kiskacsákat nevezhették akkoriban farruġnak.

## Története
A kőkorból egy menhir maradt fenn a Debbiena nevű helyen, ez a repülőtér bővítésekor elpusztult. A területet eredetileg Bajjadának nevezték, ami általános a máltai szigeteken. Legkorábbi emléke két Miasszonyunk Születése kápolna, amelyeket Pietro Dusina pápai követ 1575-ös jegyzéke, valamint az egyiket egy 1762-es összeírás is említ. A község ekkor Bir Miftuħ plébániájához tartozott, és mindössze 10 házból állt. Egyik kápolnájáról Dusina említi, hogy Antonio de Laude vittoriosai gyógyszerész feladata volt az ünnepek megszervezése, papja is a szomszéd községből jött. A kápolna már a 15. században is állt. A másik kápolnának a fa ajtaját említi, ami ritkaság volt akkoriban, főleg a török ostrom után. Évente mindössze négyszer tartottak benne szentmisét, amire Vallettából érkezett pap.
A 19. században a festa különleges eseménnyel párosult: a törökök fölött aratott győzelem emlékére szervezett játékban a falu férfiai kiálltak a kápolna elé a Wied Il-Kbir (a sziget magasabb részéről lefutó széles völgy) szélére, akárcsak a szemközti Ħal Qormi lakói, és köveket kezdtek dobálni a völgy fölött. Aki több követ tudott a másik oldalára átdobni, az nyert.
1941-ben William Dobbie kormányzó engedélyt kért Mauro Caruana püspöktől a kápolna lebontására, hogy a repülőtér új kifutópályájának helyet adjon. Ekkor rombolták le Debbiena menhirjét is. 1979-ben a repülőtér épületeit visszakapta a máltai állam. Új kápolna építése kezdődött, szintén Miasszonyunk Születése néven, amelyet 1992-ben szenteltek fel. Új templomát Richard England tervezte.
2010. június 5-én részlegesen önálló önkormányzatot, minitanácsot választhatott. A választáson a Munkáspárt 77%-ot, a Nemzeti Párt 23%-ot kapott, így a tanács négy munkáspárti és egy nemzeti párti képviselőből áll.

## Nevezetességei
- Miasszonyunk Születése kápolna (Twelid tal-Madonna, Nativity of Our Lady): A régi kápolna már a 15. században létezett a Wied Il-Kbir fölötti dombon. Rendszeresen miséztek benne, és többször bővítették. 1885-ben új homlokzatot kapott. 1941-ben a britek lebontották. 1979 után új kápolna épült helyette
- Modern templom: Richard England máltai építész alkotása
- Ice Magic Malta:[3] a Siġġiewi határában lévő Montekristo Estates területén létrehozott jeges sportokra specializálódott központ

## Közlekedése
Autóval és autóbusszal Luqán keresztül érhető el. Közúthálózata jó.